# Onthophagus sacharovskii
Onthophagus sacharovskii é uma espécie de inseto do género Onthophagus, família Scarabaeidae, ordem Coleoptera.
Foi descrita cientificamente por Olsoufieff em 1918.